# Halieutopsis galatea
Halieutopsis galatea is een straalvinnige vissensoort uit de familie van vleermuisvissen (Ogcocephalidae). De wetenschappelijke naam van de soort is voor het eerst geldig gepubliceerd in 1988 door Bradbury.